# Nuestro Padre Jesús de la Humildad y Paciencia (Córdoba)

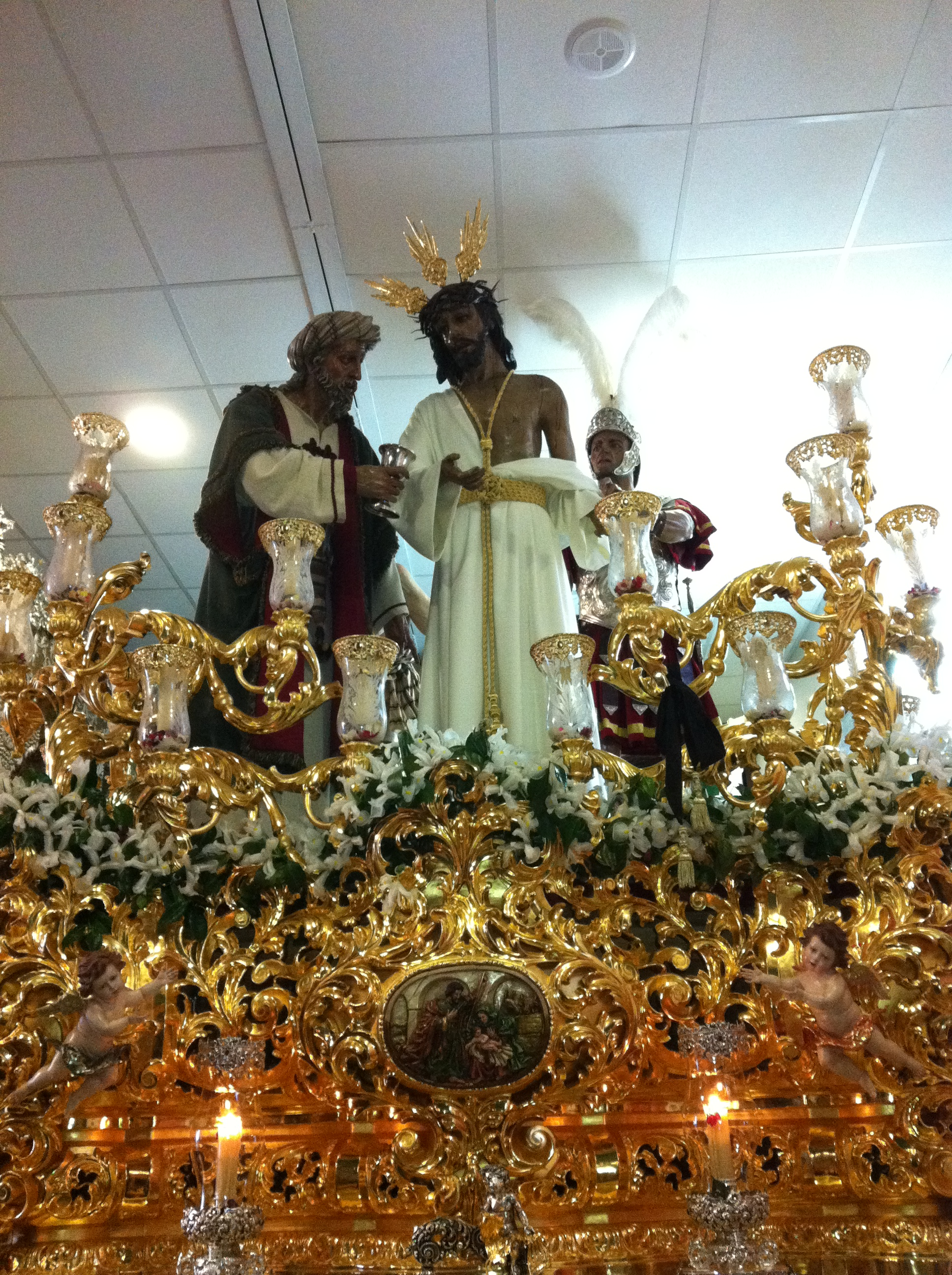
Imagen de Nuestro Padre Jesús de la Humildad y Paciencia.

Nuestro Padre Jesús de la Humildad y Paciencia es una advocación cristífera venerada en la ciudad de Córdoba. La Imagen del Señor fue realizada por el imaginero Juan Martínez Cerrillo en 1943, es Titular de la Hermandad de la Paz y Esperanza. Tiene Capilla en la Iglesia del Santo Ángel (Hermanos Capuchinos). El Señor de la Humildad y Paciencia procesiona en la tarde del Miércoles Santo en su Paso de Misterio, que representa el momento pasionista en el que Jesús es despojado de sus vestiduras para ser crucificado en el monte Calvario .

## Historia
Esta advocación fue tomada por los fundadores de la Hermandad de la Paz como Imagen Cristífera, cuando en el proceso de fundación veneraban la Imagen de igual advocación existente en la Iglesia de San Juan de Letrán en Córdoba, actualmente localizada en la Parroquia de San Lorenzo. En el traslado de la Hermandad a la Iglesia del Santo Ángel, al no contar con la titularidad de la Imagen, decidieron realizar una nueva talla, encargado la efigie de la actual al imaginero Juan Martínez Cerrillo.
Fue bendecido el 25 de enero de 1943, al siguiente día de la Festividad de la Virgen de la Paz, por el Rvdo. Padre Fray Jesús de Pedro Abad, siendo padrinos del acto la familia Torrico.
En el año 2018, la Hermandad culminó los actos por el 75º Aniversario de la hechura de la imagen de Nuestro Padre Jesús de la Humildad y Paciencia. En la mañana del sábado 12 de octubre, la corporación celebró una solemne eucaristía en la Santa Iglesia Catedral, oficiada por el canónigo del Cabildo, José Juan Jiménez Güeto. Ya por la tarde, la Hermandad inició una Salida Extraordinaria en la que procesionó a su Titular cristífero sobre su paso de misterio desde el Templo Mayor hasta su sede canónica. El acompañamiento musical corrió a cargo de la Banda de Cornetas y Tambores de Nuestra Señora de la Salud de Córdoba y la Banda de Cornetas y Tambores de Nuestra Señora del Rosario de Cádiz, produciéndose el relevo entre ambas bandas en la Plaza del Potro. 

## Paso de Misterio

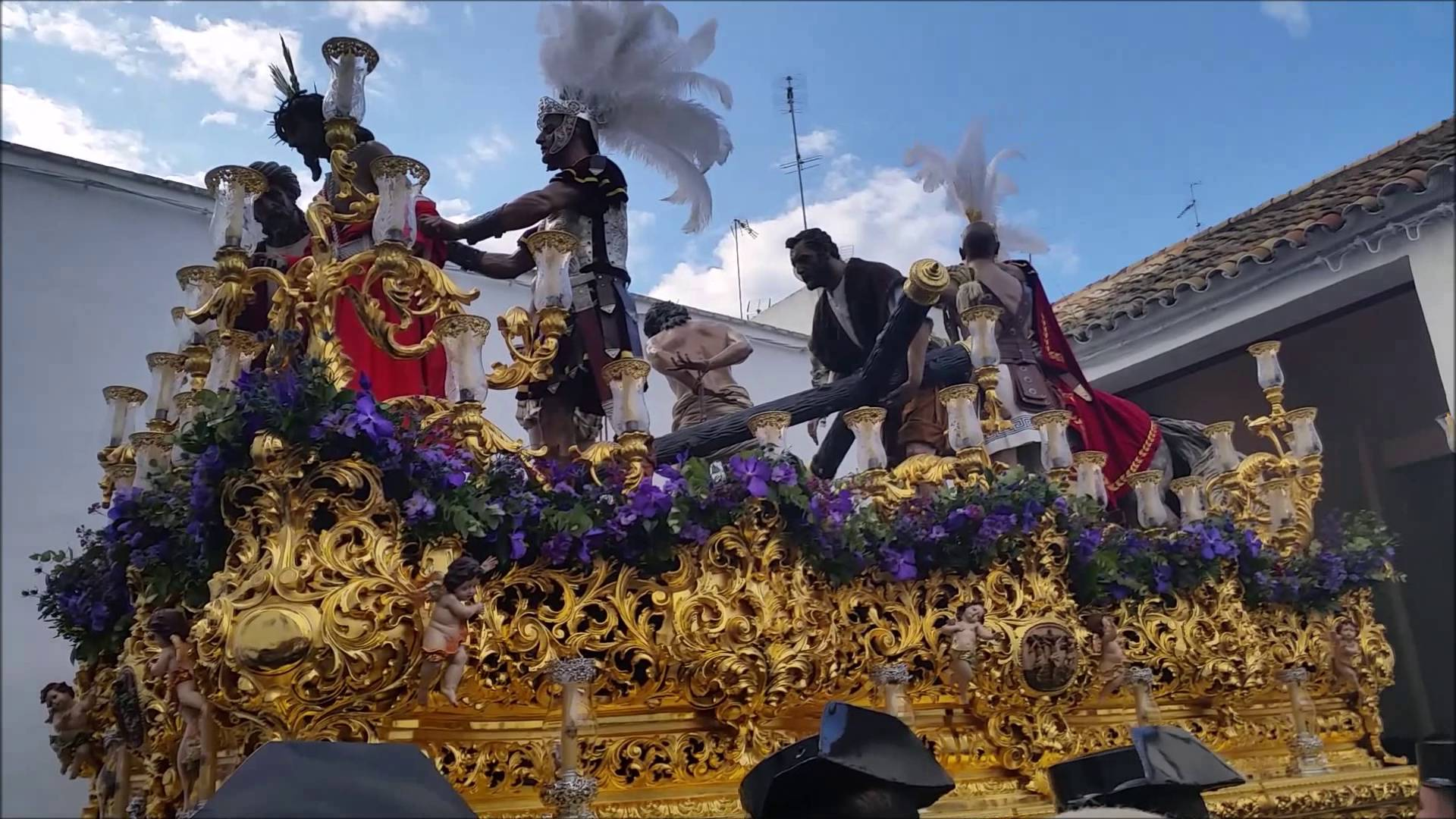
Salida humildad y paciencia Córdoba 2016

Representa el pasaje evangélico en el que Jesucristo es despojado de sus vestiduras para ser crucificado en el Monte Calvario. El grupo escultórico, compuesto por un sanedrita, Simón el Cirineo, los dos ladrones (Dimas y Gestas), un sayón y dos romanos, uno de ellos a caballo, fueron tallados por el imaginero Antonio Bernal Redondo en 1997.
El Paso está realizado en madera de cedro tallada por Santa Águeda, según diseño del taller, en 1997, y dorado por Manuel Calvo (1998-2001). En 2010 se incorporaron un juego de doce ángeles querubines a la canastilla del Paso, realizados por el imaginero Edwin González, y doce fanales en plata de ley bajo diseño de Jesús de Julián y cincelado de Emilio León. Completa el conjunto, faldón en terciopelo burdeos bordado en los talleres Perales (2010), diseño de Manuel Quirós.